# Anacolosa moiorum
Anacolosa moiorum är en tvåhjärtbladig växtart som beskrevs av François Gagnepain. Anacolosa moiorum ingår i släktet Anacolosa och familjen Aptandraceae. Inga underarter finns listade i Catalogue of Life.